# 金花芳則
金花 芳則（かねはな よしのり、1954年 - ）は、日本の実業家、技術者。

## 人物
兵庫県出身。1976年大阪大学基礎工学部電気工学科卒業後、川崎重工業入社。
2007年車両カンパニープロジェクト本部長、2009年執行役員、2011年常務執行役員、2012年常務取締役マーケティング本部長、2013年代表取締役常務車両カンパニープレジデント、2016年代表取締役副社長、2018年代表取締役社長執行役員CEO、2020年代表取締役会長。2021年取締役会長。
日本鉄道車輌工業会の会長を務め、2018年5月に一度退任したが、2020年5月に再び会長に就任している。